# Escudo de Fuentepiñel
El escudo de Fuentepiñel es el símbolo más importante de Fuentepiñel, municipio de la provincia de Segovia, comunidad autónoma de Castilla y León, en España. 

## Descripción
El escudo de Fuentepiñel fue oficializado el 30 de mayo de 2001, y su descripción heráldica es:

«Escudo partido y entado en punta 1.º de gules, fuente de oro 2.º de plata, pino arrancado de sinople. Entado en azur con haz de tres espigas de oro, al timbre corona real cerrada.»
Boletín Oficial de Castilla y León nº 113/2001